# Sportpark Hoornseveld
Het sportpark Hoornseveld is een sportpark in de Nederlandse plaats Zaandam. Het sportpark wordt in het noorden begrend door de spoorlijn van Zaandam naar Purmerend, in het oosten door het 'Knooppunt Zaandam', in het zuiden door de 'A7' en in het westen door de rivier de 'Gouw'.

## Geschiedenis
In 1970 betrokken ZFC en ZVV Zaandam het nieuw aangelegde sportpark in het noorden van de stad. Het nieuwe sportpark wordt voor één seizoen gebruikt voor betaald voetbalwedstrijden van ZFC. De club keerde in 1971 noodgedwongen terug naar de amateurs. De hoofdtribune en staantribunes rondom het veld zijn tegenwoordig nog in gebruik bij wedstrijden van FC Zaandam. Het sportpark bestaat uit vijf voetbalvelden, zeven tennisvelden en twee korfbalvelden. Tevens zit aan de oostzijde van het sportpark nog een zalencentrum.
Abe Lenstra Stadion (sc Heerenveen) ·
De Adelaarshorst (Go Ahead Eagles) ·
AFAS Stadion (AZ) ·
BUKO Stadion (Telstar) ·
Erve Asito (Heracles Almelo) ·
Euroborg (FC Groningen) ·
Stadion Feijenoord (Feyenoord) ·
Fortuna Sittard Stadion (Fortuna Sittard) ·
Stadion Galgenwaard (FC Utrecht) ·
De Goffert (N.E.C.) ·
De Grolsch Veste (FC Twente) ·
Johan Cruijff ArenA (Ajax) ·
Het Kasteel (Sparta Rotterdam) ·
Kras Stadion (FC Volendam) ·
MAC³PARK stadion (PEC Zwolle) ·
Philips Stadion (PSV) ·
Rat Verlegh Stadion (NAC Breda) ·
Woudestein (Excelsior Rotterdam)
AFAS Trainingscomplex (Jong AZ) ·
Frans Heesen Stadion (TOP Oss) ·
GelreDome (Vitesse) ·
De Geusselt (MVV Maastricht) ·
GS Staalwerken Stadion (Helmond Sport) ·
De Herdgang (Jong PSV) ·
Jan Louwers Stadion (FC Eindhoven) ·
Seacon Stadion - De Koel - (VVV-Venlo) · 
Koning Willem II Stadion (Willem II) ·
Kooi Stadion (SC Cambuur)  · 
Mandemakers Stadion (RKC Waalwijk) ·
De Oude Meerdijk (FC Emmen) ·
M-Scores Stadion (FC Dordrecht) ·
Parkstad Limburg Stadion (Roda JC Kerkrade) ·
De Toekomst (Jong Ajax) ·
De Vijverberg (De Graafschap) ·
De Vliert (FC Den Bosch) ·
WerkTalent Stadion (ADO Den Haag) · 
Yanmar Stadion (Almere City FC) ·
Sportcomplex Zoudenbalch (Jong FC Utrecht)
AFAS Trainingscomplex (AZ Vrouwen) ·
WerkTalent Stadion (ADO Den Haag Vrouwen) ·
Het Diekman (FC Twente Vrouwen) ·
Heksenwiel (NAC Breda Vrouwen) ·
De Herdgang (PSV Vrouwen) ·
BUKO Stadion (Telstar Vrouwen) ·
Skoatterwâld (sc Heerenveen Vrouwen) ·
De Vegtlust (PEC Zwolle Vrouwen) ·
De Toekomst (Ajax Vrouwen) ·
Woudestein (Excelsior Vrouwen) ·
Varkenoord (Feyenoord Vrouwen) ·
Zoudenbalch (FC Utrecht Vrouwen)
Alkmaarderhout (Alkmaar '54/AZ '67/AZ) ·
Amsterdamsestraatweg (Elinkwijk) ·
De Baandert (Sittardia/FSC/Fortuna Sittard) ·
Beatrixstraat (NAC) ·
De Berckt (SC Venlo'54/VVV) ·
Berg & Bos (AGOVV/AGOVV Apeldoorn) ·
Birkhoven (SC Amersfoort/HVC) ·
De Blauwe Kei (Baronie) ·
Bornsestraat (Heracles/SC Heracles '74) ·
De Boschpoort (MVV) ·
Botenlaan (Brabantia) ·
De Braak (Helmondia '55/Helmond Sport) ·
Brasserskade (DHC) ·
Breestraat (KFC/FC Zaanstreek) ·
Buiksloterbanne (De Volewijckers) ·
Cambuurstadion (SC Cambuur/Leeuwarden) ·
Damlaan (Hermes DVS) ·
Het Diekman (Sportclub Enschede/FC Twente) ·
Duinhorst (Den Haag/Flamingo's '54) ·
Esserberg (Be Quick) ·
Fatimastraat (Baronie) ·
FC Twente-trainingscentrum (FC Twente Vrouwen) ·
Stadion Feijenoord (SVV) ·
Floreslaan (Fortuna Vlaardingen/FC Vlaardingen '74) ·
Fortuna Sittard Stadion (Fortuna Sittard Vrouwen) ·
Frankelandsedijk (SVV) ·
Galgenwaard (DOS/Velox) ·
Gemeentelijk Sportpark Hilversum (SC 't Gooi/SC Gooiland/Hilversum) ·
Gemeentelijk Sportpark Tilburg (Willem II/NOAD) ·
Haarlemstadion (HFC Haarlem) ·
Harga (Hermes DVS/SVV) ·
Heekpark (SC Enschede/Enschedese Boys) ·
Heekstraat (Rigtersbleek) ·
Heerlenersteenweg (Juliana) ·
De Heikant (Achilles '29/Achilles '29 Vrouwen) ·
Het Heuveltje (Oldenzaal) ·
Hoornseveld (ZFC) ·
Houtrust (Holland Sport/SHS) ·
Houtsdonk (Helmond) ·
Industriestraat (NOAD) ·
Irislaan (VC Vlissingen/VCV Zeeland) ·
Jonkerbergstraat (Roda Sport) ·
Kaalheide (Rapid '54/Rapid JC/Roda JC/Roda JC Vrouwen) ·
Het Kasteel (Xerxes) ·
Kikkerpolder (UVS) ·
De Koeburg (Zeist) ·
Koning Willem II Stadion (Willem II Vrouwen) ·
Koningsweg (Velox) ·
De Koel (VVV-Venlo Vrouwen) ·
De Koog (FC Zaanstreek) ·
De Kraal (VVV/FC VVV) ·
Krommedijk (D.F.C./DS '79/SVV/Dordrecht '90) ·
J.H. Kruisstraat (Heerenveen/sc Heerenveen) ·
Laan van Vollering (DHC) ·
De Langeleegte (SC Veendam) ·
Leenderweg (De Valk) ·
Liesbosweg (Utrecht) ·
't Lood (AZ Vrouwen) ·
De Luiten (RBC) ·
Oosterenkstadion (Zwolsche Boys/PEC Zwolle) ·
Oosterpark (GVAV/Oosterparkers/FC Groningen) ·
Mauritsstadion (Fortuna '54/FSC) ·
De Meer (Ajax) ·
Mosveld (De Volewijckers) ·
Nieuw-Monnikenhuize (Vitesse) ·
Noordersportpark (EDO) ·
Olympia (RKC Waalwijk) ·
Olympisch Stadion (Blauw-Wit/Amsterdam/DWS/FC Amsterdam) ·
Olympisch Stadion (bijveld) (Blauw-Wit/DWS/FC Amsterdam) ·
De Planeet (SC Drente/Zwartemeer) ·
RBC-Stadion (RBC) ·
Reeweg (Emma) ·
Rolduckerstraat (Kerkrade/Roda Sport) ·
Rozenoord (DOSKO) ·
Sittardia-terrein (Sittardia) ·
Schoonenberg (Stormvogels/VSV/Telstar Vrouwen) ·
Spaarndammerdijk (DWS) ·
Straatweg (EBOH) ·
Aan de spoorbrug (LONGA) ·
Sportparklaan (RCH) ·
Stadspark (Velocitas) ·
Thomassen-terrein (Rheden) ·
Veemarktterrein (FC Utrecht) ·
Veldwijk (Twentse Profs/Tubantia) ·
Venweg (Limburgia) ·
De Vliert (BVV) ·
Volkspark (Enschedese Boys) ·
De Vrolijkheid (PEC Zwolle/Zwolsche Boys) ·
Wageningse Berg (Wageningen/FC Wageningen) ·
Walvisstraat (ONA) ·
Wassenaarseweg (UVS) ·
Westzanerdijk (ZFC) ·
De Wolfsdonken (Wilhelmina) ·
Xerxesweg (Xerxes) ·
Zuidendijk (EBOH) ·
Zuiderpark (ADO Den Haag)